# Kappa Columbae
Désignations
Kappa Columbae (en abrégé κ Col) est une étoile géante de la constellation australe de la Colombe, située à environ 183 années-lumière de la Terre. Elle est visible à l'œil nu avec une magnitude apparente de 4,37.

## Environnement stellaire
Kappa Columbae présente une parallaxe annuelle de 17,87 ± 0,16 mas telle que mesurée par le satellite Hipparcos, ce qui permet d'en déduire qu'elle est distante de 183 ± 2 a.l. (∼ 56,1 pc) de la Terre. Elle s'éloigne du Système solaire à une vitesse radiale de +24 km/s et elle présente une vitesse particulière de 20,2 ± 1,9 km/s, ce qui en fait une étoile en fuite candidate.
L'étoile ne possède pas de compagnon stellaire connu avec qui elle serait associée au sein d'un système binaire.

## Propriétés
Kappa Columbae est une étoile géante évoluée jaune ou orange, à la frontière entre les géante des type G et de type K. Le catalogue Perkins lui donne un type spectral de G9 IIIb CN0,5, avec la notation « CN0,5 » qui indique que son spectre présente une surabondance légère en radical cyano. Il existes d'autres classifications telles que K0,5 IIIa, voire G8 II, avec la classe de luminosité « II » d'une géante lumineuse.
L'étoile est estimée être 1,76 fois plus massive que le Soleil et elle est âgée d'environ 1,7 milliard d'années. Son rayon est 10,8 fois plus grand que le rayon solaire, elle est 57,5 fois plus lumineuse que le Soleil et sa température de surface est de 4 876 K. Elle est également cataloguée comme une étoile variable suspectée, sa luminosité ayant été observée varier avec une amplitude de 0,07 magnitude.

## Nomenclature
κ Columbae, latinisé Kappa Columbae, est la désignation de Bayer de l'étoile. En astronomie chinoise traditionnelle, elle fait partie de l'astérisme de Sun (en chinois 孫, Sūn) dont l'autre étoile est θ Columbae.